# Menhir von Glomel
Der Menhir von Glomel (auch Ar Menhir, Menhir de Ker Sioul oder Menhir du hameau genannt) steht östlich von Glomel Südwesten des Département Côtes-d’Armor in der Bretagne in Frankreich.
Der 1975 als Monument historique klassifizierte Menhir ist 8,5 m hoch, durchschnittlich 4,0 m breit und 1,5 m dick. Seine Dimensionen machen ihn zu einem der schwersten der Bretagne. Sein Gewicht wird auf bis zu 160 Tonnen geschätzt.
Der Menhir ist aus grauem Granit vermutlich lokalen Ursprungs, wie man durch die Nähe eines Steinbruchs vermuten kann. Eine Seite wurde bearbeitet, um sie fast plan zu machen. Seine flache viereckige Basis steht auf einer Granitplattform.
Etwa 3,0 km entfernt steht der ebenfalls geschützte Menhir von Coat-Couravel.